# Abdelkrim El Hadrioui
Abdelkrim El Hadrioui (n. Taza, Marruecos, 6 de marzo de 1972) es un exfutbolista marroquí que jugaba de defensa y militó en diversos clubes de Marruecos, Portugal, Países Bajos y Bélgica.

## Clubes
| Club              | País         | Año       |
| ----------------- | ------------ | --------- |
| FAR Rabat         | Marruecos    | 1989-1996 |
| Benfica           | Portugal     | 1997-1998 |
| AZ Alkmaar        | Países Bajos | 1998-2002 |
| Charleroi         | Bélgica      | 2002-2004 |
| Ittihad Khemisset | Marruecos    | 2004-2005 |

## Selección nacional
El Hadrioui jugó 72 partidos internacionales, para la selección nacional marroquí y anotó 4 goles. Participó en 2 ediciones de la Copa del Mundo FIFA. La primera fue en la edición de Estados Unidos 1994, donde la selección marroquí, fue eliminada de ese mundial en la primera fase, siendo último de su grupo, al no sumar un solo punto y el segundo fue en la edición de Francia 1998, donde su selección nuevamente fue eliminado en la primera fase, aunque esta vez siendo tercero de su grupo con 4 puntos. También participó en los Juegos Olímpicos de Barcelona 1992, donde su selección quedó eliminado en la primera fase, siendo último de su grupo.

## Participaciones en copas del mundo
| Mundial                        | Sede           | Resultado    |
| ------------------------------ | -------------- | ------------ |
| Copa Mundial de Fútbol de 1994 | Estados Unidos | Primera fase |
| Copa Mundial de Fútbol de 1998 | Francia        | Primera fase |